# Ісламська партія Афганістану
Ісламська партія Афганістану — ІПА, («Хезб-е Ісламі») — військово-політична ісламська організація Афганістану — ісламська партія сунітського спрямування, була заснована у 1975 році Гульбеддіном Хекматіяром у Пакистані. Є афганською проєкцією руху Брати-мусульмани. Моджахеди партії «ІПА» проводили активну військово-політичну боротьбу проти державної влади ДРА під керівництвом Бабрака Кармаля, а пізніше — Наджибулли в Афганській війні 1979–1989 років.

## Хронологія
- ІПА виникла у 1976 році після невдалого повстання ісламістів у 1975 році проти режиму Дауда. З тих пір незмінним лідером партії був Гекматіяр.
- У 1990-их роках ІПА підтримувала ісламську опозицію Таджикистану. В Афганістані партія представляла інтереси пуштунів, внаслідок чого у 1995–1996 роках багато членів партії перейшли на бік руху Талібан.
- З початком антитерористичної операції США та їхніх союзників у 2001 році партія різко засудила міжнародну інтервенцію до Афганістану та заявила про військову підтримку талібів.
- У 2005 зареєстрована як політична партія на чолі з Халідом Фарукі[1]

## Ідеологія
ІПА має всі характерні риси й атрибути політичної партії в сучасному розумінні цього слова: програму, статут, регламентоване членство, сувору партійну дисципліну. Вона з самого початку війни відкрито претендувала на встановлення свого панівного положення серед опозиційних партій, що воювали. Стратегія партії — ісламська революція та досягнення політичної влади. Серед лідерів ісламських партій Гекматіяр завжди виділявся прагненням до одноосібного лідерства: в партії, в афганському опорі в Пакистані й у державі.
За соціальним складом ІПА вважається, в основному, партією середніх міських класів, вихідців із державних навчальних закладів. Хоч серед членів ІПА й зустрічаються деякі представники традиційного духовенства, але їх мало.
ІПА традиційно мала переважний вплив у провінціях — Нангархар, Кунар, Пактія, Пактіка, Гільменд, Логар, Лагман й інших, частково у провінціях — Кабул, Газні, Кундуз, Баглан — на північному сході країни, де поділяла владу з «ІТА» .
Після встановлення у 1992 році ісламського режиму в Афганістані Гекматіяр з різних приводів постійно обстрілював столицю, його представник Фарід був призначений прем'єр-міністром, але Гекматіяр продовжував обстрілювати Кабул. Його самого було призначено главою уряду, однак напади не тільки не припинились, але ще більше посилились. Скликались зустрічі лідерів ісламських партій в Тегерані, в Саудівській Аравії, в Джелалабаді, де приймались рішення на користь різним вимогам Гекматіяра, але він постійно порушував їх. Його знову було призначено на пост прем'єр-міністра в надії на те, що це призведе до припинення війни, проте він залишався у Чарасьябі (20 км від Кабула) й там проводив засідання свого кабінету, і часом продовжував обстрілювати Кабул. Після поразки його загонів у боях з силами «Талібану» в Кандагарі та деяких інших районах Гекматіяр практично без бою залишав талібам свої позиції, багато хто з його командирів перейшов до талібів, а після переможного маршу талібів на північ країни Гекматіяр через Душанбе виїхав до Ірану. ІПА до початку американського вторгнення була значно послаблена, деякі її прибічники перейшли до «Північного альянсу», інші — до талібів.